# Trachelospermum jasminoides
Trachelospermum jasminoides, llamada popularmente jazmín estrella, jazmin campanita, jazmín hélice, jazmin del aire o jazmín de leche, es una especie trepadora perteneciente al género Trachelospermum.

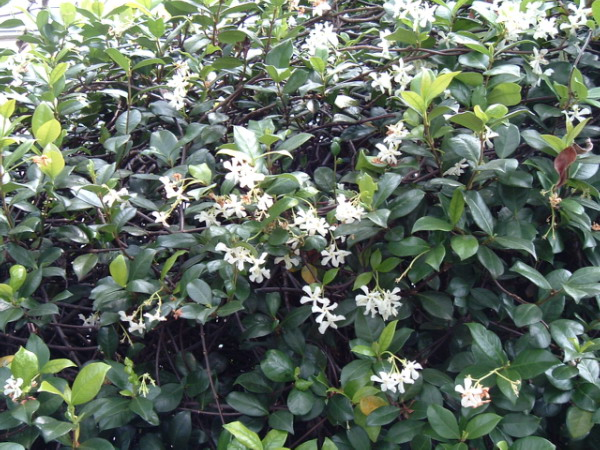
Vista de la planta

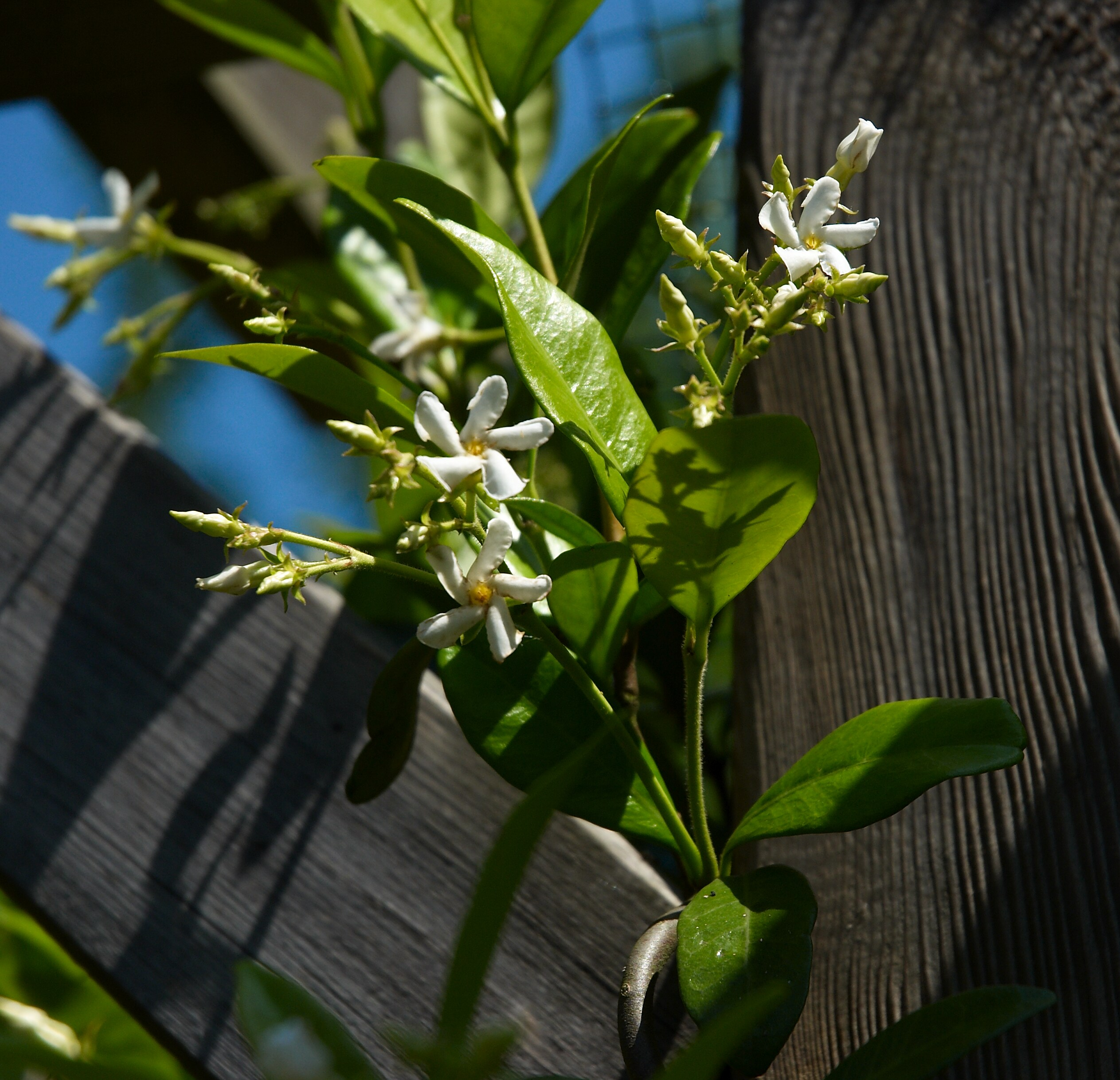
Hojas y flores

Es nativa de los países del este y sureste de Asia, Japón, Corea, sur de China y Vietnam

## Descripción
Es una planta leñosa de follaje persistente, que crece hasta los 10 m de alto si se soporta en una estructura, pérgola o cualquier otra superficie vertical, ya que en ausencia de esta conforma una mata densa casi globosa.
Sus tallos delgados y fuertes, pueden alcanzar longitudes de hasta 7m. Tolera ambientes algo salinos.
Las hojas son simples, opuestas, ovales a lanceoladas, midiendo entre 3 y 8 cm de largo y de 1,5 a 2,5 cm de ancho. Presentan un color verde oscuro lustroso en el haz y más claro en el envés.
Las flores son blancas, con un diámetro de 1 a 2 cm, con una corola en forma de tubo que se abre en 5 pétalos. Son muy perfumadas, con un matiz medicinal, que recuerda al aroma de la glicina y el eleagno.
El fruto es un folículo de 10 a 25 cm de largo, y de 3 a 10 mm de ancho que contiene numerosas semillas.

## Usos
Es cultivada comúnmente como planta ornamental, también el aceite aromático que se extrae de las flores es muy apreciado.

## Taxonomía
Trachelospermum jasminoides fue descrito primero por John Lindley como Rhynchospermum jasminoides y publicado en   J. Hort. Soc. London, vol. 1, p. 74, 1846 y posteriormente clasificado en el género Trachyspermum, de nueva creación, por Charles Lemaire y publicado en Jardin Fleuriste, vol. 1:, sub pl. 61, 1851.

## Sinonimia
- Rhynchospermum jasminoides Lindl. - basiónimo
- Nerium divaricatum Thunb. nom. illeg.
- Parechites thunbergii A.Gray
- Parechites adnascens Hance
- Parechites bowringii Hance
- Trachelospermum divaricatum Kanitz
- Trachelospermum bowringii (Hance) Hemsl.[4]